# McKenzie (Tennessee)
McKenzie è un comune degli Stati Uniti d'America, situato nello Stato del Tennessee. La città è suddivisa tra la Contea di Carroll, la Contea di Weakley e la Contea di Henry.